# Azogues
Azogues este un oraș din Ecuador de 31.151 locuitori. 

## Legături externe
- Site oficial

1. ↑   (PDF) http://dspace.ucuenca.edu.ec/bitstream/123456789/32852/2/tesis_cap2.pdf Lipsește sau este vid: |title= (ajutor)